# 雪峰義存
雪峰義存（822年—908年），號雪峰，俗姓曾，唐僖宗賜謚號真覺大師，生於泉州南安縣，唐末五代著名禪師，為石頭宗門下，其後人創立雲門宗與法眼宗。

## 生平
義存禪師12歲時於莆田玉澗寺慶玄律師門下出家為沙彌。會昌法難時短暫還俗，師事芙蓉靈訓禪師。17歲時再次剃度，於幽州（今河北省）寶剎寺受具足戒。後於洞山良與投子大同門下參禪，經指引至德山宣鑒處，得到開悟。
義存禪師在德山禪師入寂之後，回至了閩中，於雪峰創建寺院，開法接眾。
他居住在福建福州閩侯縣雪峰山崇聖寺四十餘年，弟子無數，有扣冰藻光、雲門文偃、玄沙師備等大師，其後人並創設雲門及法眼二宗，故崇聖寺被視為二宗之發源地。
禪師圓寂于五代後梁開平二年(908)，春秋八十七歲，僧臘五十九。
今崇聖寺內尚保存有義存祖師塔，為第四批福建省文物保護單位。

## 師承
- 德山宣鑒

## 弟子
- 玄沙師備 → 罗汉桂琛 → 清涼文益 → 天台德韶 → 永明延壽
- 長慶慧稜
- 雲門文偃